# Clinical Development Medical Director
Lékařský ředitel pro klinický vývoj (anglicky Clinical Development Medical Director), zkratkou CDMD, je klinickým vedoucím programu nebo definovaných částí programu (např. indikace, nová formulace nebo specifická vývojová fáze) nebo činností (např. předkládací aktivity, instruktážní knihy atd.) Jako klíčový přispěvatel a vedoucí lékař v mezifunkčním klinickém týmu vede lékařskou strategii a podporu přidělených klinických studií k dosažení celkových obchodních cílů.
- Poskytuje klinické vedení, strategické vstupy a lékařské a vědecké přezkoumání všech klinických výsledků v přiděleném projektu nebo části klinického programu, pokud je to relevantní, včetně regulačních dokumentů. Klinické výstupy mohou zahrnovat klinické části jednotlivých protokolů nebo dílčích studií v souladu s plány klinického rozvoje (CDP), revizi klinických údajů, standardy specifické pro program, klinické složky regulačních dokumentů / registrační dokumentace a publikace

- Řídí provádění části klinického programu ve spolupráci s globálními liniovými funkcemi (např. Development Operations) a regionálními / venkovskými lékařskými spolupracovníky, pokud jsou relevantní

- Lékařský vedoucí týmu klinického hodnocení pro přiřazenou část programu. Představuje sekci v případě potřeby v globálním programovém týmu a jako mluvčí sekce na interních a externích schůzích / výborech podle potřeby

- Zajišťuje soulad s GCP, SOP, pokyny pro obchodní praxi a regulačními požadavky, protože přispívá k tomu, že rozpočet a prognóza na úrovni zkušební verze jsou vlastníkem a odpovědným za balíček klinické práce.

- Zajišťuje celkovou bezpečnost molekuly nebo pro přiřazený program (sekce), může být klíčovým členem týmu pro řízení bezpečnosti (SMT) a podporuje celkové zprávy o bezpečnosti programu (např. Periodic Safety Update Reports (PSURs), Drug Safety Update Zprávy (DSUR) a další dokumenty související s bezpečností) ve spolupráci s bezpečností pacientů.

- Může vést / podporovat interakce s externími zúčastněnými stranami (např. Regulačními úřady, klíčovými vůdci veřejného mínění, radami pro monitorování údajů, poradními radami, skupinami prosazujícími pacienty), interními zúčastněnými stranami (např. Výzkum, překladová medicína, globální lékařské záležitosti, marketing, HE&OR) a interní rozhodovací rady.